# 水無村
水無村（みずなしむら）は、かつて新潟県南魚沼郡にあった村。

## 沿革
- 1889年（明治22年）4月1日 - 町村制施行に伴い南魚沼郡荒山村、桐沢村、常島新田、荒金村、茗荷沢村、茗荷沢新田が合併し、水無村が発足。
- 1900年（明治33年）12月7日 - 南魚沼郡坂本村と合併して、赤石村となり消滅。